# Ålberga
Ålberga är en tätort i Nyköpings kommun i Södermanlands län, cirka 25 km väster om Nyköping.
Ålberga ligger tre kilometer från gränsen mellan Södermanlands och Östergötlands län. Närliggande tät- och småorter är Kvarsebo i Östergötland och Jönåker i Södermanland.
Ålberga omtalas i dokument första gången 1401 (Alabærghom) då Lucia i Ålberga bytte till sig jord i Rogsta, Kila socken. 1402 var Sven i Ålberga faste vid Jönåkers häradsting och 1408 Halsten i Ålberga vidvaruman vid Jönåkers häradsting. 1441 var Ingevald i Ålberga och 1463 var Olof i Ålberga nämndeman vid häradsrätten. Under 1500-talet upptas Ålberga som ett mantal krono/arv och eget i skattelängderna. 1551 upptas även en kronokvarn i Ålberga. Från 1600-talet var Ålberga gård officersboställe vid Södermanlands regemente. Nuvarande manbyggnaden vid Ålberga gård som ännu finns bevarad härrör från 1772. Till gården hör även ett par timrade bodar, bland annat ett magasin. Under en tid drevs vandrarhem i byggnaden.
Från 1915 var Ålberga en station längs Nyköpingsbanan, den upphörde senare och stationshuset revs 1982.

## Historia
Ålberga bruk var verksamt från mitten av 1600-talet till mitten av 1800-talet.

### Befolkningsutveckling
| Befolkningsutvecklingen i Ålberga 1950–2020 | Befolkningsutvecklingen i Ålberga 1950–2020 | Befolkningsutvecklingen i Ålberga 1950–2020 | Befolkningsutvecklingen i Ålberga 1950–2020 | Befolkningsutvecklingen i Ålberga 1950–2020 |
| ------------------------------------------- | ------------------------------------------- | ------------------------------------------- | ------------------------------------------- | ------------------------------------------- |
|                                             |                                             |                                             |                                             |                                             |
| År                                          |                                             |                                             | Folkmängd                                   | Areal (ha)                                  |
| 1950                                        | 1950                                        |                                             | 208                                         |                                             |
| 1960                                        | 1960                                        |                                             | 267                                         |                                             |
| 1965                                        | 1965                                        |                                             | 267                                         |                                             |
| 1970                                        | 1970                                        |                                             | 295                                         |                                             |
| 1975                                        | 1975                                        |                                             | 274                                         |                                             |
| 1980                                        | 1980                                        |                                             | 268                                         |                                             |
| 1990                                        | 1990                                        |                                             | 268                                         | 42                                          |
| 1995                                        | 1995                                        |                                             | 287                                         | 45                                          |
| 2000                                        | 2000                                        |                                             | 282                                         | 45                                          |
| 2005                                        | 2005                                        |                                             | 271                                         | 45                                          |
| 2010                                        | 2010                                        |                                             | 247                                         | 45                                          |
| 2015                                        | 2015                                        |                                             | 223                                         | 41                                          |
| 2020                                        | 2020                                        |                                             | 219                                         | 41                                          |
|                                             |                                             |                                             |                                             |                                             |

## Samhället
I Ålberga finns en F-3-skola med ungefär 50 elever samt en förskola. Elever från orten i årskurserna 4, 5 och 6 går främst på Jönåkers skola och elever i årskurserna 7, 8 och 9 går främst på Nyköpings högstadium.
Fram till sommaren 2012 hade Ålberga en livsmedelsbutik som var ombud för Apoteket och Systembolaget men den tvingades lägga ner.
Utanför samhället finns fritidsbad med omklädningsrum, bryggor och WC.

## Idrott
I Ålberga finns idrottsanläggningen Dambroängen, där föreningen Ålberga GIF huserar. Gymnastik och fotboll finns på programmet, främst för barn. Seniorlag inom fotboll på såväl dam- som herrsidan har inte funnits i seriespel sedan 2013. Vid Dambroängen finns också ett elljusspår för längdskidåkning på 4 kilometer. Ålberga GIF:s främste fotbollsprodukt är Pontus Nordenberg, tidigare allsvensk spelare i Åtvidabergs FF och proffs på Island, men numera åter i Nyköpings BIS.
Föreningens fotbollslag för herrar låg som högst i toppen av gamla division 4, detta var under stora delar av 70-talet.